# Гомокліналь

Монокліналь з рівномірним нахилом шарів - гомокліналь.

Гомокліналь – монокліналь з рівномірним нахилом шарів. 
У структурній геології  Гомокліналь або гомоклінальна структура   - це геологічна структура, в якій шари послідовності порід страти або осадові або магматичні рівномірно залягають в одному напрямку, і мають однаковий загальний нахил з точки зору напрямку та кута.
На топографічній карті гомокліналь позначена характерними майже паралельними лініями контуру висот, які показують постійну зміну висоти у певному напрямку. У підповерхні вони характеризуються паралельними структурними контурними лініями.